# Tiffin (pasto)
Tiffin è una parola inglese indiana per un tipo di pasto. Si riferisce a un pasto leggero all'ora del tè intorno alle 15:00 o a una colazione leggera composta da cibi che si consumano tipicamente all'ora del tè. In alcune parti dell'India, può anche riferirsi al pranzo di mezzogiorno o, in alcune regioni del subcontinente indiano, a uno spuntino tra i pasti. Quando usato al posto della parola "pranzo", tuttavia, non significa necessariamente un pasto leggero.

## Etimologia
Nel Raj britannico, il tiffin era usato per definire l'usanza britannica del tè pomeridiano che era stata soppiantata dalla pratica indiana di consumare un pasto leggero a quell'ora. Deriva da "tiffing", un termine colloquiale o gergale inglese che significa "bere qualcosa". Nel 1867 si diffuse tra gli anglo-indiani nell'India settentrionale britannica per indicare il pranzo.

## Utilizzo attuale

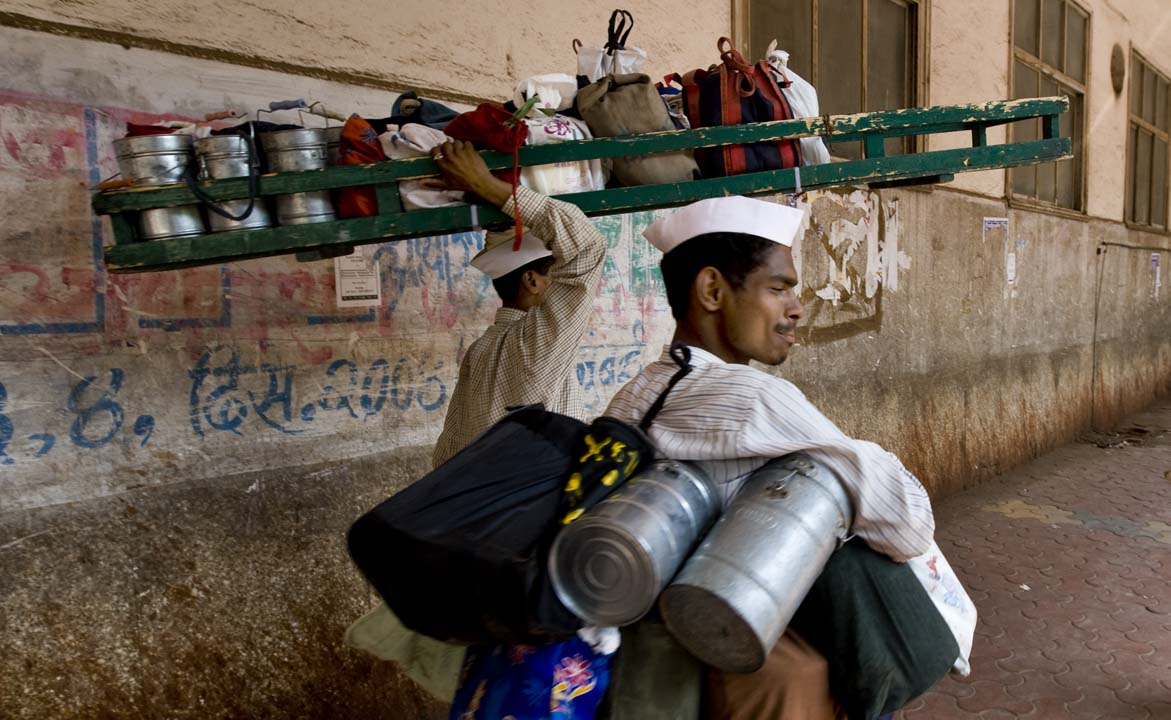
Due dabbawala a Mumbai consegnano pasti confezionati in appositi contenitori per il tiffin (dabba).

Nell'India meridionale e in Nepal, il tiffin è generalmente uno spuntino tra i pasti costituito da dosa, idli, vada, ecc. In altre parti dell'India, come Mumbai, la parola si riferisce principalmente a un pranzo al sacco di qualche tipo. A Mumbai viene spesso consegnato da dabbawala, a volte noti come "tiffin wallah", che usano un sistema complesso per portare migliaia di contenitori per Tiffin (dabba) nelle loro destinazioni. A Mumbai, la scatola per il pranzo di un bambino in età scolare è affettuosamente chiamata "scatola per tiffin".
Il tiffin è spesso composto da riso, lenticchie, curry, verdure, focaccia o carni speziate.